# Misandao
Misandao (xinès simplificat: 蜜三刀, pinyin: Mìsāndāo) és una banda de música punk-Oi! skinhead.
El grup va ser fundat el 1999 pel cantant Lei Jun i per Ma Ke a Beijing, la qual cosa els converteix en els pioners de l'escena skinhead a la Xina. El 2006, Misandao es dona a conéixer en occident pel documental Oi Skins in Peking, de Max Celko i Heike Scharrer. El documental va ser emés aquell mateix any al canal ARTE. El 6 de maig de 2015, Lei Jun va morir per un atac al cor als 40 anys, poc després d'obrir un restaurant a Beijing.